# Estadio Feliciano Gambarte
El estadio Feliciano Gambarte está ubicado en la ciudad de Godoy Cruz, provincia de Mendoza. Es propiedad del Club Deportivo Godoy Cruz Antonio Tomba. Es sede de su equipo de fútbol y de las oficinas del club.
Fue inaugurado el 3 de octubre de 1959, y es popularmente conocido como La Bodega. Es el segundo estadio más grande de la provincia, (detrás del estadio mundialista Malvinas Argentinas), ya que con su primera etapa terminada cuenta un aforo real de 21000 espectadores.

## El primer estadio
El primer estadio en propiedad del club fue fundado el 1 de noviembre de 1923 en un predio situado entre las calles Castelli y Las Heras, departamento de Godoy Cruz. Dichos terrenos habían sido cedidos por la Bodega Tomba. El primer partido que se llevó a cabo allí fue el 1 de noviembre de ese mismo año contra Atlético Palmira, donde el Expreso empató 4 a 4 con el Jarillero. Fue en este primer estadio donde el Tomba haría las veces de local durante los próximos veintiséis años, y fue testigo de los títulos de la Liga Mendocina de Fútbol conseguidos por el club en los años 1944, 1947, 1950, 1951 y 1954, además de los subcampeonatos en los años 1945 y 1955.

### Construcción

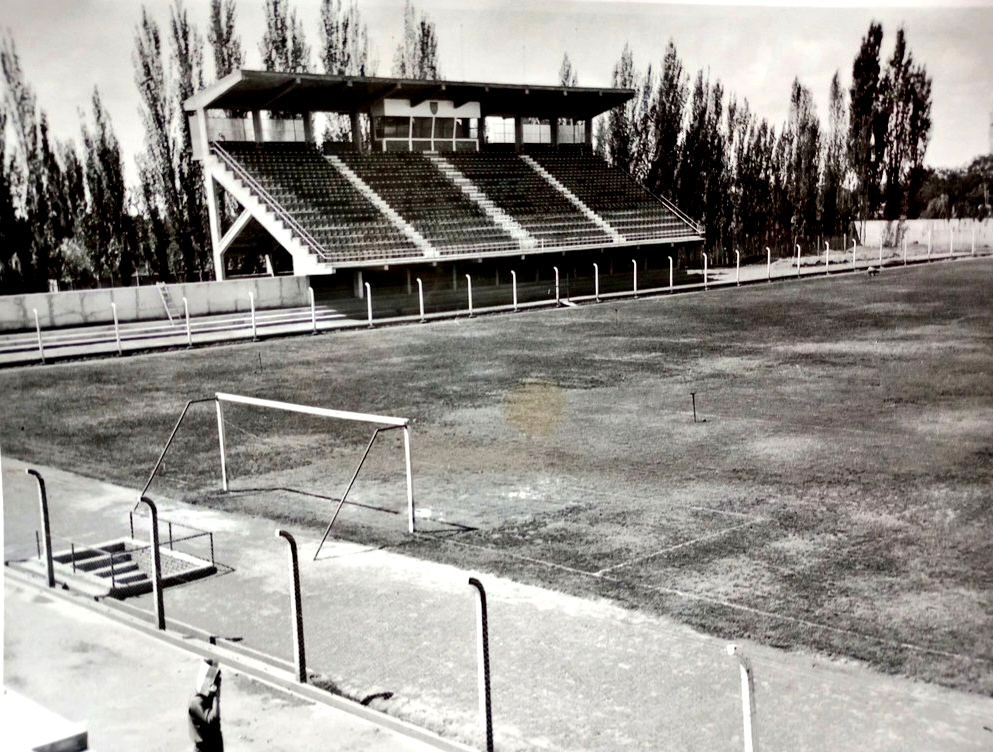
Vista de la tribuna norte

El 12 de septiembre de 1948, el Concejo Deliberante del Departamento de Godoy Cruz dictó la Ordenanza Municipal n.º 636 cediendo de manera definitiva un predio con la finalidad de ser usado para la construcción del estadio. De esta manera, se obtuvo una donación de 2 hectáreas de terreno que el Municipio había adquirido tiempo antes para construir un campo comunal de deportes. En estos terrenos —ubicados en calle Balcarce, Flores, el zanjón y las vías del ferrocarril San Martín— se comenzó a construir lo que sería a futuro el estadio Feliciano Gambarte. En este contexto, se comenzaba a resolver la situación en la que se encontraba el club después de que los nuevos dueños de la Sociedad Bodega Tomba solicitaran a la institución la devolución de los terrenos ubicados en calles Castelli y Las Heras.
El 25 de enero de 1953 se anunció el inicio de las obras que serían posible gracias a la anteriormente mencionada donación tanto del terreno de 2 hectáreas, como también del importantísimo aporte económico de diferentes socios del club para poder llevar a cabo tamaños trabajos.

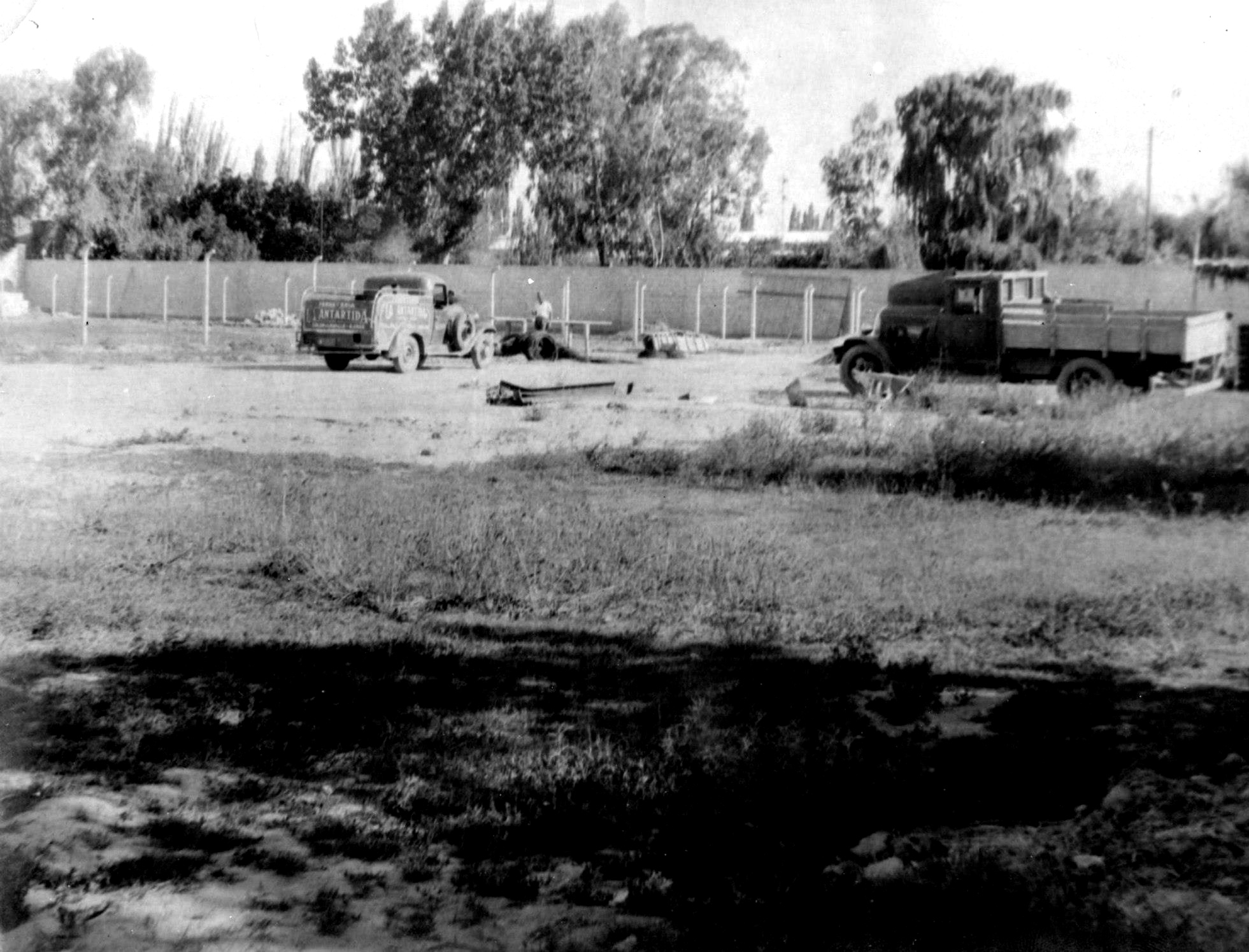
Limpieza de terrenos en el sitio donde se ubica el estadio

El proyecto preveía un complejo deportivo y social. Las instalaciones serían de avanzada y construidas en hormigón y mampostería de calidad antisísmica. Las principales características de las obras incluían un campo de juego de 100 por 70 metros de superficie regado por un moderno sistema de aspersión. A esto se sumaban, aproximadamente, 3000 m² de superficie construida, tribunas con capacidad para 15000 personas, canchas de tenis, básquet y bochas, además de otras comodidades que convertían a este estadio en el más moderno y uno de los más avanzados —para la época— del interior del país.

### Inauguración

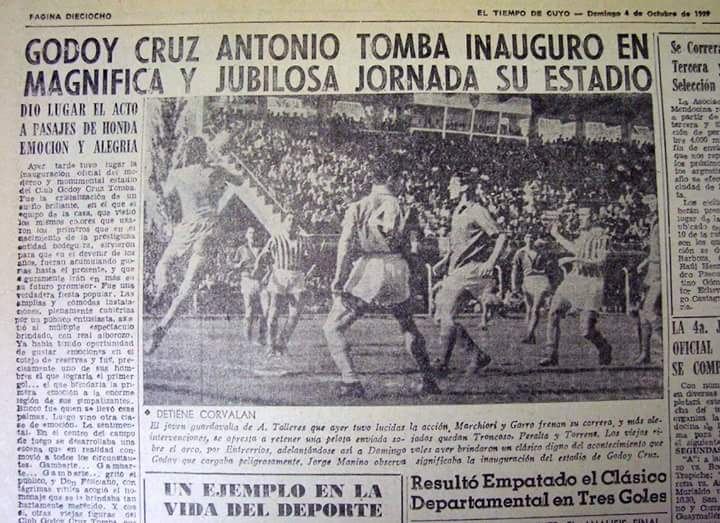
Partido inaugural en el Feliciano Gambarte

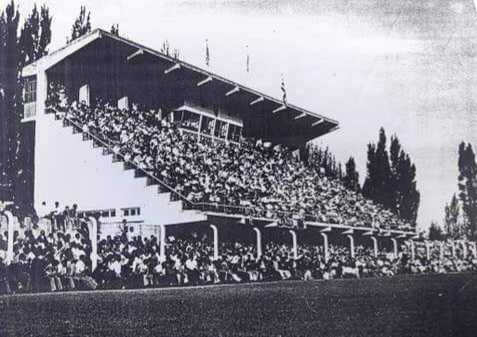
Platea norte en marzo de 1964

Finalmente, y luego de siete largos años de esfuerzo, el estadio del club Godoy Cruz fue inaugurado el día sábado 3 de octubre de 1959, en un partido contra Andes Talleres Sport Club —clásico departamental— correspondiente a la fecha 23 de la Liga Mendocina de Fútbol, y que finalizó con un empate en tres tantos por equipo. El equipo que tuvo el honor de representar a la institución en dicho encuentro fue conformado por: L. Pieruz, R. Ambrosi, O. Vázquez, B. Sankow, G. Garín, J. Entre Ríos, O. Marcucci, R. León, D. Godoy, O. Garro y H. Barci, contando con la dirección técnica de Enrique Goldenberg. Los autores de los tantos fueron Barci, Marcucci y Garro. A este importante acontecimiento asistió el gobernador de la provincia, Ernesto A. Ueltschi, y el intendente de Godoy Cruz, Renato Della Santa, para condecorar el evento en un acto protocolar, y cortar las correspondientes cintas celestes y blancas. Así, y luego de 38 años desde la fundación del club, quedaba formalmente inaugurado el nuevo y flamante estadio del club, bajo la presidencia de donJorge Schmitt. El presidente de la Comisión Pro-construcción del estadio fue don Luis Carlos Filippini, y los responsables que estuvieron a cargo del proyecto y dirección técnica, los ingenieros Juan Tinelli y Esteban Stareloni.

### Remodelaciones (1959-1994)
Con el transcurrir del tiempo, se siguieron efectuando obras en el estadio del club. En 1965 se inaugura el codo noroeste, y en el año 1967 Godoy Cruz finaliza la construcción de la Popular Este, durante la gestión de su presidente Enzo Boldrini.
El 7 de febrero de 1969 El Club Deportivo Godoy Cruz Antonio Tomba inauguró la primera etapa del sistema de iluminación artificial su estadio en ocasión de enfrentar al Club Chacarita Juniors de Buenos Aires para disputar contra esa institución el primer partido correspondiente a la primera rueda de la edición 1969 de la Copa Argentina de AFA. Ese día la gran concurrencia de público pudo observar una de las grandes obras encaradas por la institución que dotaba al campo de juego del más moderno equipo de iluminación de Mendoza.

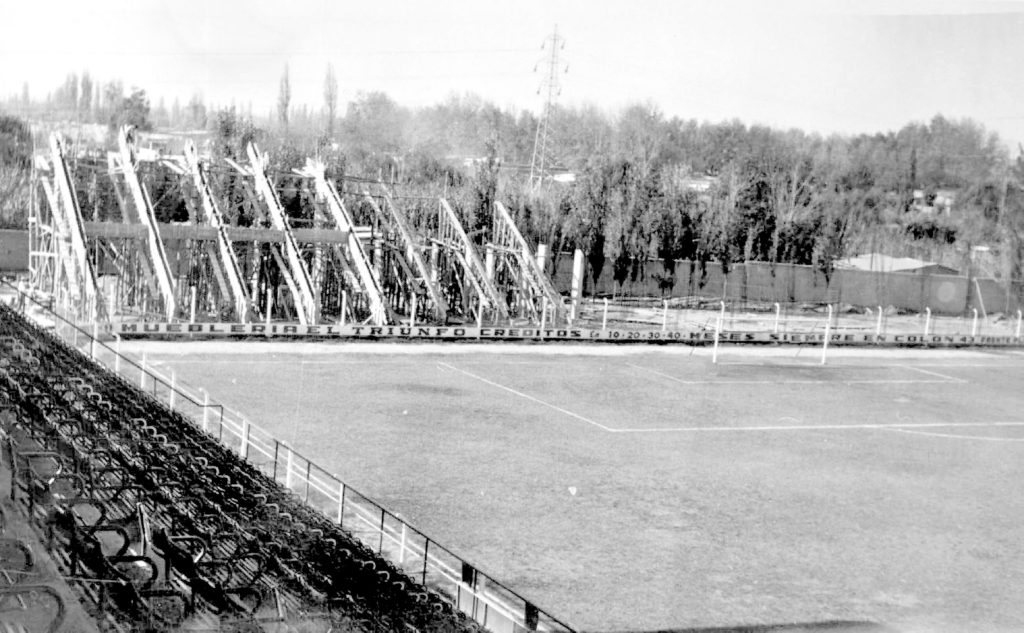
Construcción de la popular este

El proyecto y dirección estuvieron a cargo del conocido Ingeniero don Heriberto Storoni. El sistema estaba dotado de cuatro grandes torres de con un peso total de 10 toneladas de acero, 30 metros cúbicos de hormigón armado en las fundaciones, 1600 kilogramos de acero para anclajes y 9000 metros de cableado subterráneo. Estas torres eran únicas en Sudamérica, que por su peso y altura arrancaban desde la fundación sin riendas de sujeción. El nivel lumínico que esa noche tuvo el estadio fue el cincuenta por ciento del total previsto en el proyecto, que constaba de 48 artefactos de mercurio-yodo de 2000 watts cada uno, y que aseguraban en total 10 millones de lúmenes, un nivel de iluminación similar o comparable al que era usado en los estadios olímpicos de la época.
La última reforma importante que se hizo desde entonces —hasta 2013— en La Bodega fue en el año 1994, ya que con motivo del ascenso de Godoy Cruz al torneo Nacional B se tuvo que adaptar el estadio a las características impuestas por el reglamento de AFA para esta categoría. Entre algunas obras que se tuvieron que llevar a cabo en pleno invierno y en tiempo récord se destacaron:
- Alambrados olímpicos de mayor altura de las que se tenían en ese momento.
- Agrandamiento del las medidas del terreno de juego.
- Sembrado del campo de juego en su totalidad.
- Pintura en todas las tribunas (color azul y blanco), donde se valoró la participación de los hinchas en dichos trabajos, realizados incluso en turno noche para llegar a tiempo al inicio del torneo inmediato superior.

### Subcomisión "Volver al Gambarte" (2013)
La institución disputó los torneos del Nacional B en forma ininterrumpida —a excepción del torneo 1996/1997— en su estadio de calle Balcarce 477, desde su ascenso en 1994 hasta la temporada 2004/2005, cuando quedó prácticamente sin uso por parte del plantel superior. Disputando encuentros en la máxima divisional del fútbol argentino, hubo ocasiones donde no pudo ejercer su localía en el Malvinas Argentinas por circunstancias ajenas a la institución, y tuvo que disputar sus encuentros en San Luis, ocasionando molestias a los hinchas. Fue entonces que un grupo de socios tomó la iniciativa y se reunió para debatir sobre lo que haría falta para posibilitar el regreso al estadio Feliciano Gambarte. Solicitaron a la Comisión Directiva presidida por José Mansur —el entonces presidente del club Godoy Cruz— la creación de la Sub-Comisión Estadio "Volver al Gambarte", la cual fue aprobada en libro de actas. Se pudo llevar a cabo la elaboración de un proyecto, que estaba dividido en dos etapas:
- Primera: incluía las obras necesarias para acondicionar y reformar las instalaciones existentes para volver a jugar allí lo antes posible de acuerdo a las exigencias de AFA. Se realizaron las reformas y reconstrucción de partes de la tribuna sur, incluyendo sus baños. Se reemplazaron las viejas alambradas olímpicas, necesarias para contener las nuevas dimensiones del campo de juego (105 × 72 m). Se diseñaron y fabricaron 36 nuevos armarios para los vestuarios de jugadores. Se procedió al retiro de la cubierta de la platea norte y a efectuar reformas en la tribuna este (07/03/15). Se estudiaron las condiciones del sistema de iluminación, como así también los posibles arreglos necesarios para transmitir los encuentros televisados en calidad HD, incluyendo nuevas cabinas para radio y TV y espacios para prensa escrita. Por último los nuevos sistemas de acceso para jugadores, público y estacionamientos.
- Segunda: consistía en la construcción del ala este de la platea norte y una segunda bandeja popular llevando así la capacidad de estadio a 30000 espectadores. Se arreglaron 75 escalones de la tribuna sur, se levantó una pared en la parte superior de la popular este, se instaló un techo nuevo en sectores de la platea norte, se corrieron paredones que separaban las tribunas del campo de juego para permitir la ampliación de este último, se instaló un nuevo alambrado olímpico, se derrumbaron las viejas cabinas de transmisión y se construyeron nuevos palcos debajo de la platea en cuestión. Se construyeron baños y además se instalaron nuevas rejas para el sector del codo.

Lamentablemente y a pesar de que los arreglos del Feliciano Gambarte fueron declarados de interés provincial y de los muchos trabajos realizados, el proyecto no prosperó por diversas circunstancias.

### El Feliciano Gambarte en la actualidad
A mediados 2021 el estadio Malvinas Argentinas fue resembrado para disputarse los partidos de la Copa América 2021, por lo tanto nuevamente Godoy Cruz debía buscar otro estadio para hacer de local en lo que quedaba del campeonato. Se rumoreó jugar en la provincia de San Luis o en el estadio Víctor Legrotaglie, pero la dirigencia tuvo la idea de re-acondicionar el Feliciano Gambarte.
Los gastos para la mejora del estadio corrieron completamente por parte del club, mientras que un grupo de socios creó la Subcomisión de Infraestructura y Eventos que, junto a otros hinchas y socios, colaboró con mano de obra y supervisando las obras
Entre los trabajos ya realizados con anterioridad, se dispuso mover el arco que da a la popular oeste —donde se encuentra el famoso tanque— para extender el largo del campo de juego dos metros más. También se resembró el césped, se retocaron los vestuarios (que serían los utilizados por planteles y árbitros), se liberó el ingreso por la parte sur del club —desde calle Mitre— y se hicieron nuevas cabinas de trasmisión.

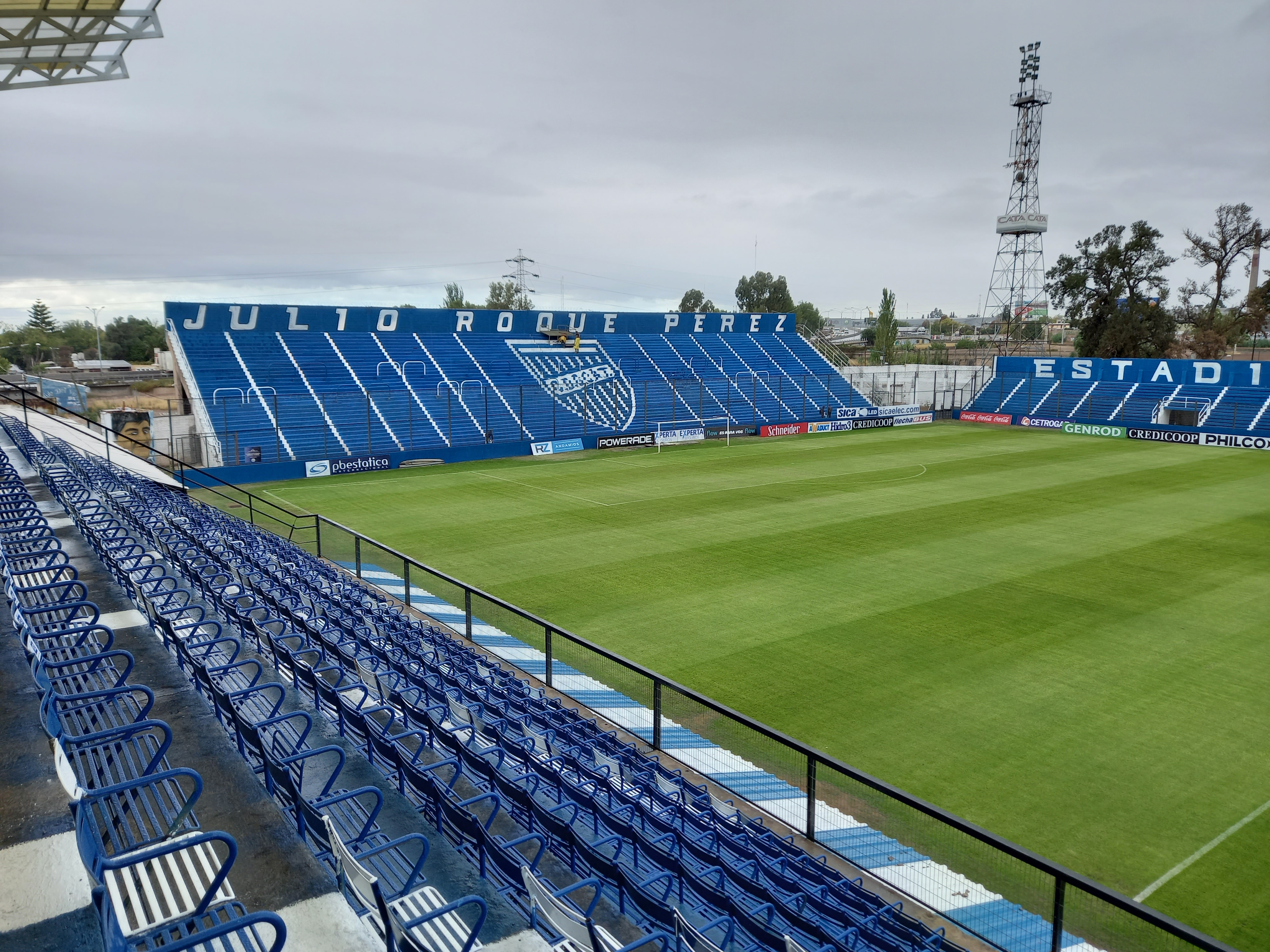
Vista de la Popular Este del estadio Feliciano Gambarte

Además, los hinchas colaboraron en la restauración de los asientos de la platea norte, y pintaron las tribunas este y sur, dando a las mismas un gran impacto visual al ser tomadas por las cámaras televisivas. Se colocó a modo de homenaje el nombre de "Julio Roque Pérez" -conocido como "El Loco"- en la parte alta en la popular de mayor capacidad.

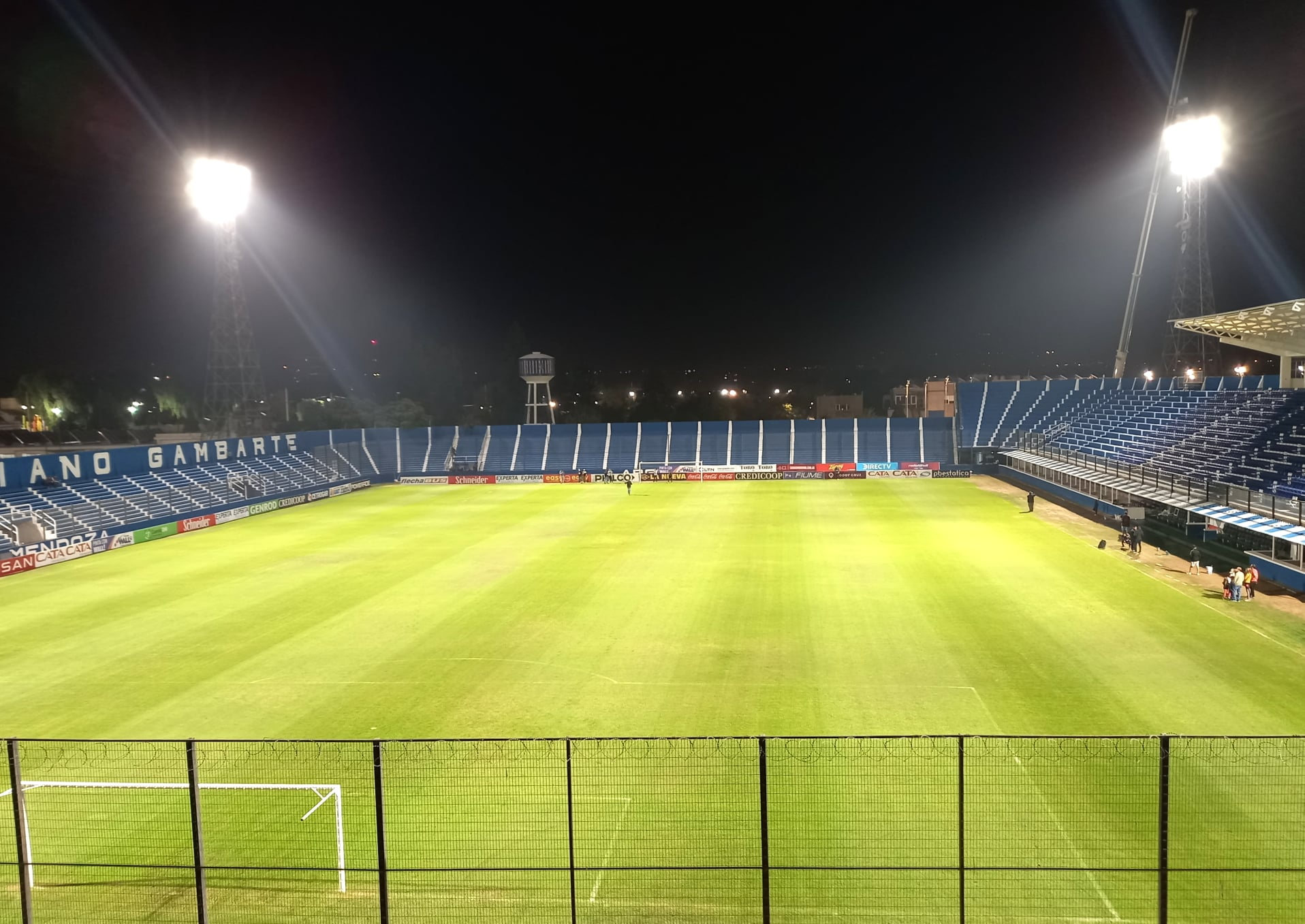
Prueba de las modernas luminarias led, llevadas a cabo en abril de 2021

Por último y realizando un gran esfuerzo económico, se dispuso renovar todo el sistema lumínico del estadio con 48 reflectores led de alta calidad (primer club cuyano en disponer de las mismas), distribuyéndose entre las 4 torres de iluminación para poder así cumplir con los requerimientos no solo de la AFA, sino también de la Conmebol. Actualmente y gracias a esa inversión, el estadio tiene una de las mejores y más modernas luminarias del país. También se re-acondicionó el sistema de riego por aspersión, que ya había sido instalado en el año 2007. Con respecto a los bancos de suplentes, se dispusieron 16 butacas de primera clase, provistos por la empresa de transporte que patrocina al club desde hace más de quince años. En cuanto a los vestuarios, se utilizaron los que se encuentran detrás de la esquina suroeste del estadio, a pocos metros de la pileta olímpica del club. Los mismos se encuentran funcionales y cuentan con las comodidades necesarias como bancos, percheros, duchas y espacio suficiente para que los jugadores puedan cambiarse sin problemas. Asimismo también se modificó un edificio existente que hacía las veces de consultorio, agregándose baño y ducha, para ser usado por personal arbitral.
Fue así que el Feliciano Gambarte pudo recibir —sin tener en cuenta su participación en el Torneo Nacional 1974— encuentros por primera división, con las restricciones correspondientes de acuerdo con la pandemia Covid-19.

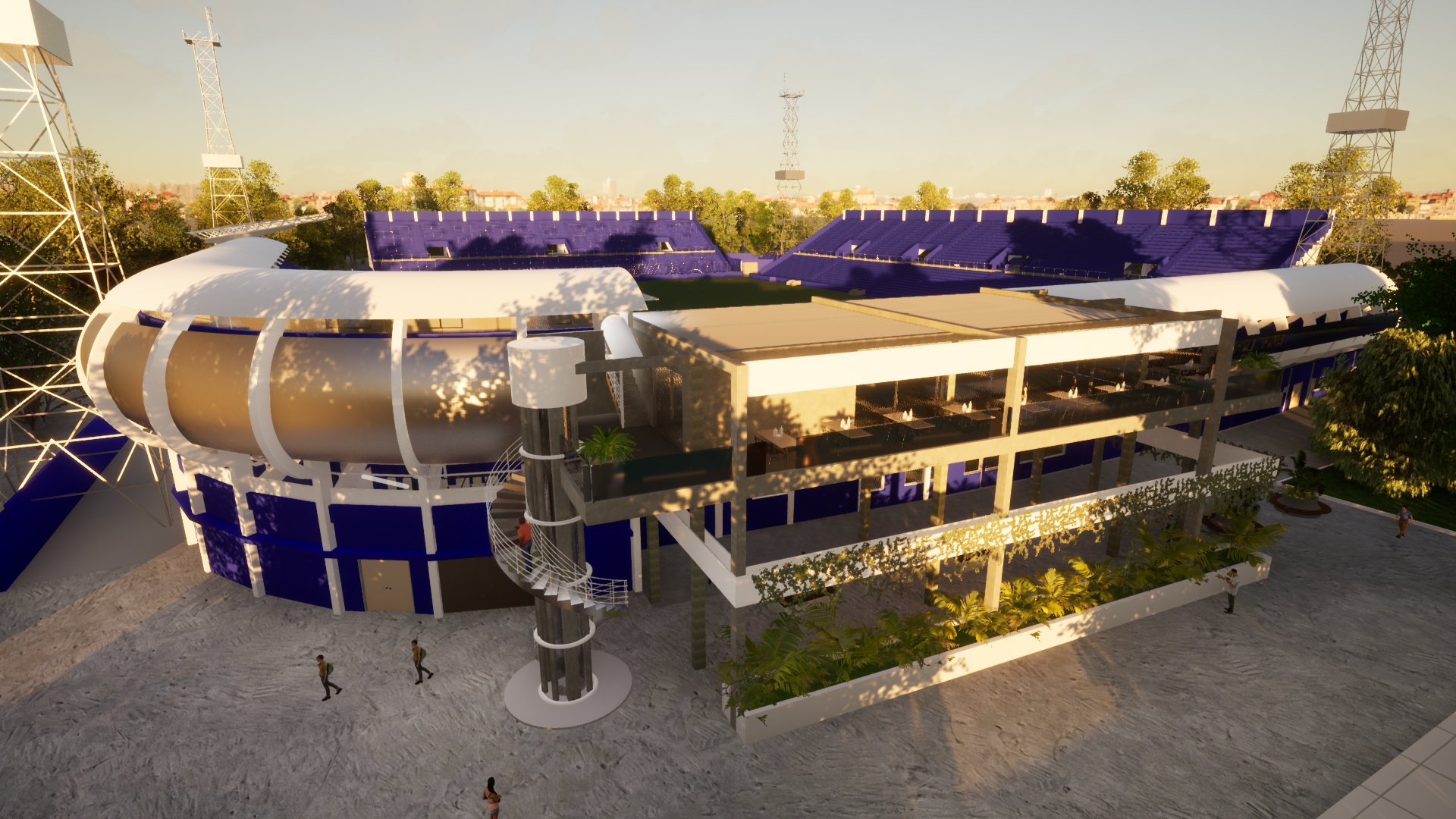
Proyecto Feliciano Gambarte

Durante el año 2023, se anunció la vuelta definitiva de Godoy Cruz a su casa, llevándose a cabo desde entonces importantísimos trabajos en su estadio, que pasará a tener —cuando culmine la primera etapa— un aforo de 21000 personas, 70 % de las cuales se podrá ubicar en cómodas butacas. Para efectuar la renovación y construcción de las tribunas y todo lo concerniente a dichos trabajos, el club dispuso de fondos propios, que pudieron ser utilizados gracias a la venta de jugadores y al superávit que posee la institución desde hace varios años a la fecha. Los trabajos constarían de dos etapas, y que podrían llegar a ser tres, ya que según lo afirmado por Fernando Da Fré —el ingeniero a cargo— la obra es un "proyecto vivo", con cambios y modificaciones a tener en cuenta según los requerimientos de momento.
Entre las obras llevadas a cabo ya se encuentran finalizadas:
- Demolición completa de las tribunas popular este y platea sur y su posterior armado desde cero, utilizando los métodos actuales de construcción.
- Colocación de butacas en las plateas sur y norte.
- Ampliación de la tribuna platea norte (terminación de la misma, hacia el este).
- Ampliación de las medidas del campo de juego (para que sean similares a las del estadio Malvinas Argentinas).
- Salidas de emergencia en la totalidad de las tribunas (construcción de un sistema de accesos con más escaleras que solamente serán utilizadas en caso de ser necesarias) y que van a facilitar el desagote rápido de las instalaciones
- Construcción de una sala equipada con los medios necesarios para asistir a una persona en caso de paro cardíaco (como por ejemplo con desfibriladores externos automáticos) por lo que el estadio será un área "cardioprotegida", y contará además con una salida exclusiva para ambulancias en el sector noreste del estadio.
- Renovación del techo de la platea norte.
- Construcción de kioscos en el entrepiso de la platea Sur.
- Baños completamente nuevos debajo de la totalidad de las tribunas.
- Pintura en la totalidad de los sectores de ingreso al estadio y tribunas.
- Colocación de césped en la totalidad del campo de juego, y césped sintético de los alrededores del mismo.
- Construcción de una sala de monitoreo, con la colocación correspondiente de un sistema de cámaras de alta seguridad ubicadas estratégicamente en sectores primordiales del estadio.
- Colocación de acrílicos divisores entre la tribuna y el campo de juego, en el sector noreste del estadio.

A la fecha, los trabajos continúan, y tienen en cuenta:
- Una mayor iluminación según estándares de Conmebol.
- Armado de palcos y cabinas (tanto en el sector norte como en el sur) y la construcción de nuevas cabinas para la prensa (sobre la tribuna oeste).
- Playón para usos múltiples detrás de la tribuna sur.
- Todo lo referente a vestuarios para jugadores y árbitros (masculinos y femeninos), salas de conferencia de prensa, kinesiología, control antidopaje, baños etc.
- Colocación de una pantalla led de 30 mts x 2 mts. ubicada en la platea sur.
- Construcción de palcos para visitantes, en el codo noreste del Feliciano Gambarte.

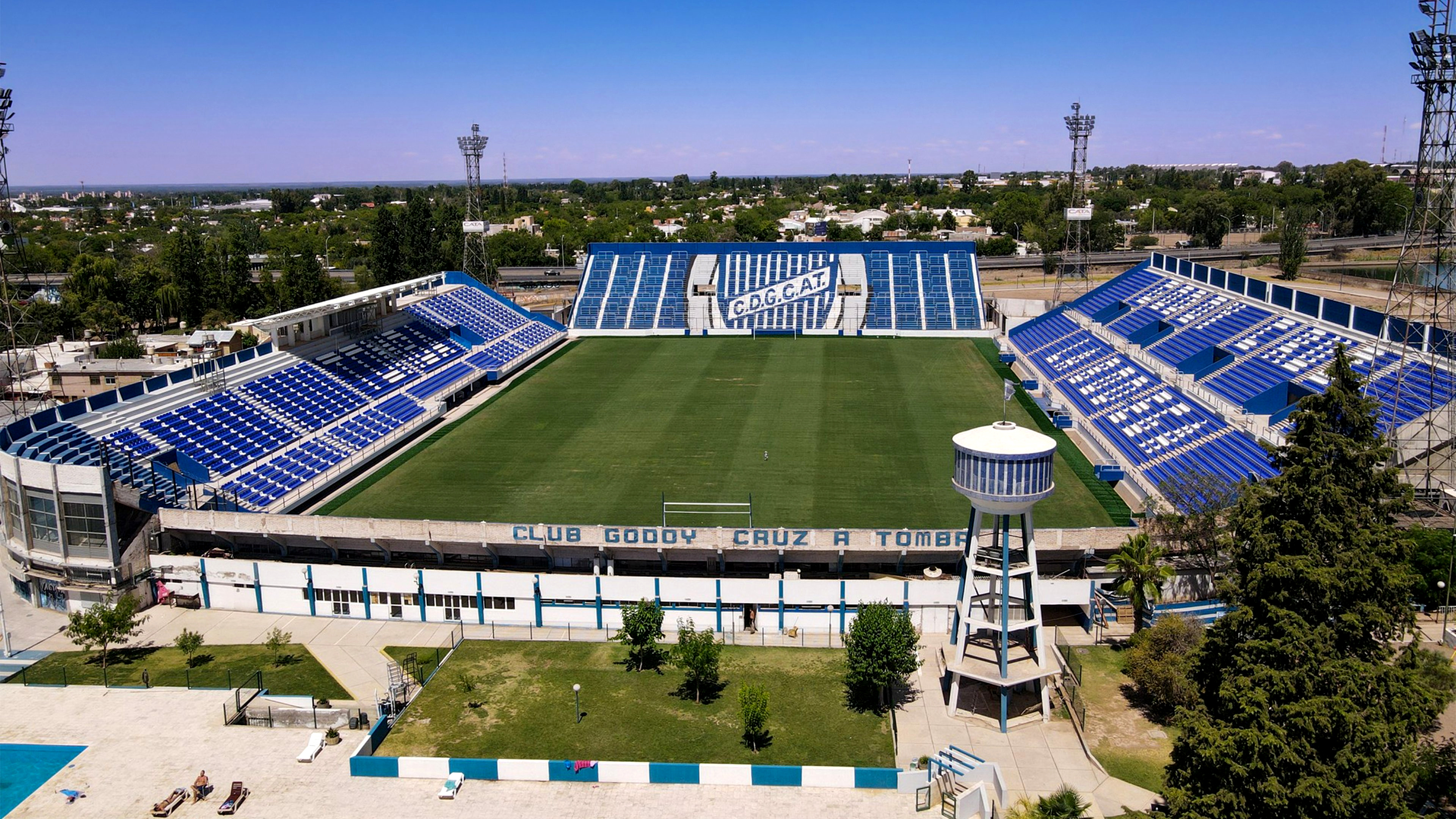
Vista general a enero de 2025

Pensando en la segunda etapa, se destacan entre varias obras:
- Doble bandeja en la popular oeste.
- Construcción de un restaurante en el sector noroeste del estadio.
- Codos en los sectores norte, este y sur.

## Nombre
Fue llamado estadio Nuevo hasta el 3 de octubre de 1986, cuando cambió su nombre a Feliciano Gambarte.
Es reconocido popularmente como La Bodega, nombre utilizado también en las canciones de la hinchada para nombrar a la casa del club, conocido como El Bodeguero.